# Lujo Vojnović
Lujo Vojnović, född 1864 i Split, död 1951 i Zagreb, var en kroatisk historisk författare. Han var bror till Ivo Vojnović.
Vojnović var anställd i diplomatisk tjänst vid hoven i Belgrad, Cetinje och Sofia. Han skrev en historisk studie om Dubrovniks förbindelser med Osmanska riket (Dubrovnik i Osmansko carstvo 1365–1482), Pad Dubrovnika (Dubrovniks undergång 1797–1815) och utgav de diplomatiska memoarerna Zapisci Marina Marojice Kaboge (1899) och Depeschen des Francesco Gondola (1909). Hans smärre studier från olika skeden av Dubrovniks historia utgavs 1912 under titeln Književni casovi, 1–2. Senare utkom Histoire de Dalmatie (Paris, 1934)